# Sally Potocki
Sally Potocki (n. 11 februarie 1989) este o handbalistă australiană care joacă pentru clubul german Borussia Dortmund și pentru echipa națională a Australiei pe postul de intermediar stânga. Născută în Polonia, Potocki a jucat anterior baschet în prima divizie australiană.

## Carieră
Potocki a jucat inițial baschet pentru clubul australian Sydney Comets. Între 2007 și 2011, ea a evoluat în liga profesionistă WNBL, la echipa Sydney Uni Flames. În 2011, ea a renunțat la baschet și a început să joace handbal în Sydney. La începutul lui 2012, Potocki s-a transferat la clubul HSG Blomberg-Lippe, care evolua în Bundesliga germană. În vara aceluiași an, Sally Potocki a semnat un contract pe doi ani cu echipa din divizia secundă Borussia Dortmund.
Potocki este componentă a naționalei Australiei pentru care, până în noiembrie 2013, a jucat în 35 de meciuri. Cu echipa Australiei, Sally Potocki a participat la Campionatul Mondial din 2013. Potocki a înscris 48 de goluri in șapte meciuri.